# Настоящо време
Настоящо време (на руски: Настоящее Время) е рускоезичен телевизионен канал с редакция в Прага, създаден от радио Свободна Европа и „Гласът на Америка“. Каналът се финансира чрез грантове от Конгреса на САЩ чрез Агенцията за глобални медии на САЩ. Медията вижда задачата си в „насърчаването на демократичните ценности и институции“. Радио Свободна Европа стартира каналът през октомври 2014 г. Официалното денонощно излъчване започва на 7 февруари 2017 г.
„Настоящо време“ е въведен като алтернатива на контролираните от Кремъл медии и руската пропаганда. Въпреки факта, че „Настоящо време“ има за цел да уравновеси руските официални новини, Кенан Алиев (изпълнителен редактор на телевизионният канал) казва пред Ройтерс, че „Настоящо време“ изобщо не е контрапропаганда.
През декември 2017 г. Министерството на правосъдието на Русия добавя каналът към т.нар. списък с „чуждестранните агенти“. Той, заедно с още 8 американски обществени медии, е първата медия, включен към т.нар. списък с „чуждестранните агенти“.
„Настоящо време“ се разпространява по кабелни, сателитни и цифрови платформи в Русия, Балтийските страни, Беларус, България, Украйна, Кавказ и Централна Азия. Каналът има над 1 500 000 последователи във Фейсбук и 1 300 000 абонати в Ютюб през август 2020 г.
На 27 февруари 2022 г. Роскомнадзор блокира уебсайта на канала заради отразяването на руското нахлуване в Украйна.